# Pallas (sociedade)
Pallas é uma associação de arte da Estónia, fundada em 1918 em Tartu. A associação foi restabelecida em 1988 em Tartu.
Em 1919, a sociedade fundou a Escola de Arte Pallas.
Membros notáveis antes de 1940:
- Konrad Mägi
- Aleksander Tassa
- Ado Vabbe
- Marie Reisik
- Nikolai Triik
- Formigas Laikmaa
- Kristjan Raud
- Eduard Rüga.[1]